# FIA E-Rally Regularity Cup 2017
La FIA E-Rally Regularity Cup 2017 è la stagione 2017 del Campionato del mondo di rally per veicoli ad alimentazione elettrica organizzato dalla Federazione Internazionale dell'Automobile. Si è sviluppato in sei gare di regolarità in altrettanti paesi dall'11 aprile al 18 novembre.
Gli italiani Fuzzy Kofler su Tesla S e Guido Guerrini si sono aggiudicati rispettivamente il titolo piloti e il titolo co-piloti. La graduatoria relativa ai costruttori è stata vinta da Tesla.

## Calendario e risultati
| Data                 | Gara                      | 1º posto | 2º posto | 3º posto                                                       |
| -------------------- | ------------------------- | --- | --- | -------------------------------------------------------------- |
| 1º-2 aprile 2017     | Eco Rally Sanremo         | Nicola Ventura (pilota) Guido Guerrini (co-pilota)                                                                         | Frédéric Mlynarczyk (pilota) Artur Prusak (co-pilota)                                                                      | Fuzzy Kofler (pilota) Franco Gaioni (co-pilota)                |
| 5-7 maggio 2017      | Eco Rallye Vasco Navarro  | Eneko Conde Pujana (pilota) Marcos Domingo Ruiz (co-pilota)                                                                | Adrian Oiarbide Rodas (pilota) Ruben Satanas Salinas (co-pilota)                                                           | Gerard Aymerich Roura (pilota) Joan Aymerich Roura (co-pilota) |
| 19-20 maggio 2017    | Czech New Energies Rallye | Artur Prusak (pilota) Guido Guerrini (co-pilota)                                                                           | Fuzzy Kofler (pilota) Franco Gaioni (co-pilota)                                                                            | Radek Pecak (pilota) Daniel Pecak (co-pilota)                  |
| 28-30 luglio 2017    | Rally Eco Bulgaria        | Fuzzy Kofler (pilota) Franco Gaioni (co-pilota)                                                                            | Svetoslav Dojčinov (pilota) Guido Guerrini (co-pilota)                                                                     | Kalin Dedikov (pilota) Georgi Pavlov (co-pilota)               |
| 16-17 settembre 2017 | San Marino E-Rally        | Fuzzy Kofler (pilota) - Nicola Ventura (pilota) Franco Gaioni (co-pilota) - Guido Guerrini (co-pilota) (1º posto ex aequo) | Fuzzy Kofler (pilota) - Nicola Ventura (pilota) Franco Gaioni (co-pilota) - Guido Guerrini (co-pilota) (1º posto ex aequo) | Kalin Dedikov (pilota) Georgi Pavlov (co-pilota)               |
| 25-29 ottobre 2017   | eRallye Monte Carlo       | Didier Malga (pilota) Anne-Valérie Bonnel (co-pilota)                                                                      | Piotr Moson (pilota) Jérémie Delran (co-pilota)                                                                            | Frédéric Mlynarczyk (pilota) Christophe Marques (co-pilota)    |

## Classifiche

### Piloti
| Punti | Pilota (prime posizioni) |
| ----- | ------------------------ |
| 34    | Fuzzy Kofler             |
| 20    | Nicola Ventura           |
| 14    | Frédéric Mlynarczyk      |
| 13    | Artur Prusak             |
| 12    | Kalin Dedikov            |

### Co-piloti
| Punti | Co-pilota (prime posizioni) |
| ----- | --------------------------- |
| 38    | Guido Guerrini              |
| 34    | Franco Gaioni               |
| 12    | Artur Prusak                |
| 12    | Georgi Pavlov               |

### Costruttori
| Punti | Marca (prime posizioni) |
| ----- | ----------------------- |
| 38    | Tesla                   |
| 38    | Nissan                  |
| 19    | Renault                 |
| 19    | BMW                     |
| 10    | Kia                     |